# Hatlaczky Ferenc
Hatlaczky Ferenc (Vecsés, 1934. január 17. – Budapest, 1986. szeptember 8.) olimpiai ezüstérmes, világbajnok kajakozó, építészmérnök.

## Sportolói pályafutása
1950-től a Budapesti Építők kajakozója volt. 1953-tól szerepelt a magyar válogatottban. Legjobb eredményeit kajak egyes tízezer méteren érte el. Ebben a számban 1954-ben világbajnok lett és az 1956. évi olimpián is csak a svéd „kajakkirály” Gert Fredriksson tudta legyőzni. Az olimpia után fel akart hagyni a versenyzéssel, de végül mégis folytatta és 1958-ban még két világbajnoki ezüstérmet, 1959-ben egy Európa-bajnoki címet szerzett. 1959-ben visszavonult és a Gödi SE edzője lett.

### Sporteredményei
- olimpiai 2. helyezett:
  - 1956, Melbourne: egyes, 10 000 m (47:53,3)
- világbajnok:
  - 1954, Mâcon: egyes, 10 000 m  (48:14,4)
- háromszoros világbajnoki 2. helyezett:
  - 1954, Mâcon: egyes, 4×500 m váltó – (8:34,4 – Sován András, Szörényi Ervin, Wagner Ferenc)
  - 1958, Prága:
    - egyes, 1000 m – 3:53
    - egyes, 4×500 m váltó – (8:00,9 – Mészáros György, Kovács László, Kiss Lajos)
- világbajnoki 3. helyezett:
  - 1954, Mâcon: egyes, 1000 m – 4:28,8
- világbajnoki 5. helyezett:
  - 1954, Mâcon: egyes, 500 m –2:02,8
- Európa-bajnok:
  - 1959, Duisburg: egyes, 10 000 m – 45:03,1
- tizenötszörös magyar bajnok
  - egyes, 500 m: 1955, 1958
  - egyes, 1000 m: 1953, 1954, 1955, 1958
  - egyes, 10 000 m: 1954, 1955, 1956, 1958, 1959
  - egyes, 4×500 m váltó: 1953, 1954, 1958, 1959

## Mérnöki pályafutása
1952-ben a budapesti Képző- és Iparművészeti Gimnáziumban érettségizett, majd a Budapesti Műszaki Egyetem építészmérnöki karán szerzett diplomát. Visszavonulása után építész-tervezőként dolgozott. Közreműködött a dunavarsányi vízi edzőtábor terveinek elkészítésében. A miskolci Domus lakberendezési áruház terveinek elkészítéséért nívódíjat kapott. A hazai élvonalbeli kajakozók számára hajók és evezőlapátok tervezésével is foglalkozott.

## Díjai, elismerései
- A Magyar Népköztársaság Érdemes Sportolója (1954)[4]
- A Magyar Népköztársaság Kiváló Sportolója (1954)[5]